# Daniel Chávez (football, 1988)
Pour les articles homonymes, voir Chávez et Castillo.
Daniel Chávez Castillo, né le 8 janvier 1988 à Callao, est un footballeur péruvien. Il évolue au poste d'attaquant.

## Carrière

### En club
À 10 ans, Daniel Chávez intègre l'Academia Cantolao où sont passés des joueurs comme Claudio Pizarro, Carlos Zambrano ou Juan Pajuelo. 
En février 2006, il fait un stage au FC Bruges et deux mois plus tard, il y signe un contrat de deux ans. Chávez fait des débuts remarquables signant son premier but dès son premier match, le 28 juillet 2006, contre le KAA La Gantoise. Des bons débuts qui poussent le club à prolonger son contrat jusqu'en 2010, bien qu'une grave blessure au ménisque gâche la fin de sa saison.
Après un bref passage au KVC Westerlo, puis en Roumanie au FC Oțelul Galați, Chávez revient au Pérou en 2012 pour jouer à l'Unión Comercio, puis à l'Universidad César Vallejo, de 2013 à 2016. La relégation de ce dernier en deuxième division l'oblige à quitter le club afin de rejoindre en 2017 le FBC Melgar suivi de l'Universitario de Deportes.

### En équipe nationale
Il participe à la Coupe du monde U-17 avec le Pérou en 2005 où il marque un but contre le Ghana.
International péruvien depuis 2008, il compte 17 sélections en équipe nationale et a notamment disputé les éliminatoires de la Coupe du monde 2010 (six matchs joués). Il marque son seul but international le 4 septembre 2015 à l'occasion d'une rencontre amicale face aux États-Unis (défaite 1-2).

## Palmarès
| Universidad César Vallejo - Torneo del Inca (1) : - Vainqueur : 2015. |  | FBC Melgar - Torneo de Verano (1) : - Vainqueur : 2017. |